# الجانب النحوي

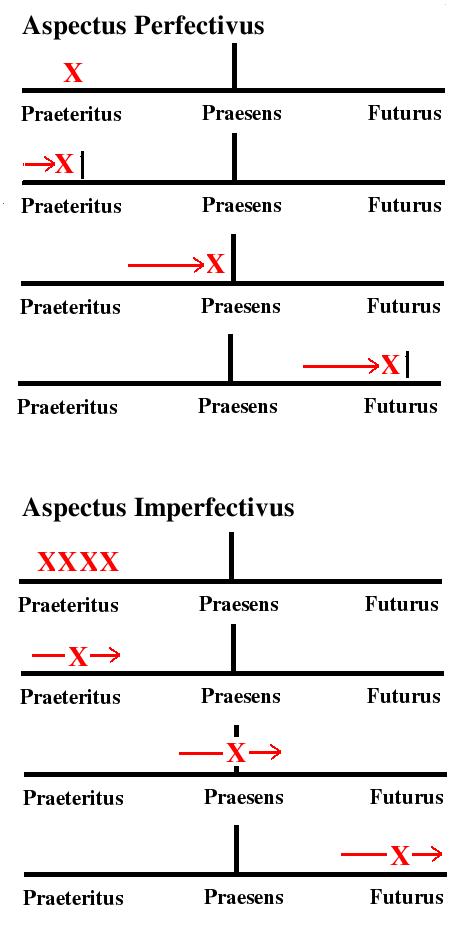

الجانب Aspect عبارة عن فئة نحوية grammatical category توضح كيف أن الفعل verb أو الحدث أو الحالة التي يرمز إليها الفعل يمتد بمرور الوقت. يستخدم الجانب التام Perfective في الإشارة إلى حدث يُنظر إليه على أنه محدود bounded وموحد، دون الإشارة إلى أي تدفق للوقت أثناء («لقد ساعدته»). يتم استخدام الجانب غير التام Imperfective في المواقف التي يتم تصورها على أنها موجودة بشكل مستمر أو متكرر مع تدفق الوقت («كنت أساعده I was helping him»؛ «لقد اعتدت على مساعدة الناس I used to help people»).
يمكن إجراء المزيد من الفروق، على سبيل المثال، للتمييز بين الحالات states والإجراءات الجارية (الجوانب المستمرة والتقدمية) من الإجراءات المتكررة (الجانب المعتاد habitual aspect).
تعبر بعض الفروق الجانبية عن علاقة بين وقت الحدث ووقت الإحالة. هذا هو الحال مع الجانب التام perfect aspect، الذي يشير إلى أن حدثًا وقع قبل (ولكن له صلة مستمرة في الحاضر) وقت المرجع: «لقد أكلت I have eaten»؛ «أكلت I had eaten»؛ «سأكون قد أكل I will have eaten».
اللغات المختلفة لها اختلافات جانبية نحوية مختلفة؛ البعض (مثل الألمانية القياسية؛ انظر أدناه) لا تقدم أي شيء. غالبًا ما يتم الخلط بين تمييز الجانب aspect مع تحديد الصيغة tense والمزاج mood (انظر الصيغة tense - الجانب aspect - المزاج mood). قد تقتصر الفروق الجوهرية على أزمنة معينة: في اللغات اللاتينية والرومانسية، على سبيل المثال، يتم تمييز الاختلاف التام perfective - غير التام imperfective في صيغة الماضي past tense، من خلال التقسيم بين غير التام imperfects والماضي preterites. نشأ الاهتمام الصريح للجانب كفئة أولاً من دراسة اللغات السلافية Slavic ؛ غالبًا ما تحدث الأفعال هنا في أزواج، حيث يتم استخدام أفعال مترابطة على التوالي للمعاني غير التامة والتامة.
مفهوم الجانب النحوية لا ينبغي الخلط بينه وبين أشكال الفعل التام perfect والفعل غير التام imperfect. معاني المصطلحات الأخيرة مختلفة إلى حد ما، وفي بعض اللغات، قد لا تتبع الأسماء الشائعة المستخدمة في أشكال الفعل الجوانب الفعلية بدقة.

## مبدأ اساسي

### التاريخ
تعامل اللغوي الهندي ياسكا Yaska(القرن السابع قبل الميلاد) مع الجانب النحوي، حيث يميز الإجراءات التي تعتبر عمليات (بهافا bhāva)، من تلك التي يعتبر فيها الفعل ككل مكتمل (ميرتا mūrta). هذا هو الفرق الرئيسي بين الناقص والتام. طبق ياسكا أيضًا هذا التمييز على الفعل مقابل الفعل الاسمي.[بحاجة لمصدر]
أظهر النحويون في اللغتين اليونانية واللاتينية أيضًا اهتمامًا بالجانب aspect، لكن الفكرة لم تدخل في التقليد النحوي الغربي الحديث حتى القرن التاسع عشر من خلال دراسة قواعد اللغات السلافية. يرجع أقدم استخدام للمصطلح المسجل في قاموس أوكسفورد الإنجليزي إلى عام 1853.

### الاستخدام الحديث
غالبًا ما يتم الخلط بين الجانب ومفهوم الصيغة المرتبط ارتباطًا وثيقًا، لأن كلاهما ينقل معلومات حول الوقت. ففي حين أن الصيغة tense يتعلق بوقت الإحالة referent إلى وقت آخر، عادةً حدث الكلام، فإن الجانب aspect ينقل معلومات زمنية أخرى، مثل المدة أو الاكتمال أو التردد، من حيث صلته بوقت الإجراء. وهكذا تشير الصيغة tense إلى «زمنيا عندما temporally when» بينما يشير الجانب aspect إلى «زمنيا كيف temporally how». يمكن القول أن الجانب يصف نسيج الوقت الذي يحدث فيه الموقف، مثل نقطة زمنية واحدة، ونطاق مستمر من الوقت، وسلسلة من النقاط المنفصلة في الوقت، وما إلى ذلك، بينما تشير الصيغة aspect إلى موقعه في الوقت المناسب.
على سبيل المثال، تأمل الجمل التالية: «أنا آكل I eat» و «أنا أقوم بالأكل I am eating» و «لقد أكلت I have eaten» و «لقد كنت أقوم بالأكل I have been eating». كلها في صيغة المضارع present tense، مشار إليها بفعل المضارع لكل جملة (الفعل أكل eat، فعل المساعد am، الفعل المساعد have). ومع ذلك، نظرًا لاختلافهم في الجانب، فإن كل منهم ينقل معلومات أو وجهات نظر مختلفة حول كيفية ارتباط الإجراء بالزمن الحاضر.
الجانب النحوي Grammatical aspect هو خاصية رسمية للغة، يتم تمييزها من خلال التصريف الصريح أو اللواحق المشتقة أو الكلمات المستقلة التي تعمل كعلامات مطلوبة نحويًا لتلك الجوانب. على سبيل المثال، اللغة الكيشية K'iche' language التي يتم التحدث بها في غواتيمالا لها البادئات التصريفية k - و x - لتمييز الجانب غير المكتمل incompletive والجانب المكتمل completive aspect؛  الماندرين الصينية Mandarin Chinese لها علامات الجوانب - le了، - zhe着، zài - 在، - guò过 لتمييز الجوانب التكميلية ، الجامدة ، التدريجية المستمرة ، والتجريبية ،  وكذلك علامات الجانب مع الاحوال  واللغة الإنجليزية تعلم الجانب المستمر continuous aspect باستخدام الفعل المساعد to be مقرونا مع التصريف المضارع present participle و الجانب التام perfect مع الفعل المساعد to have مقرونا مع التصريف الماضي past participle. حتى اللغات التي لا تحدد الجانب شكليًا أو من خلال الأفعال المساعدة، يمكن أن تنقل مثل هذه الفروق عن طريق استخدام الظروف أو التركيبات النحوية الأخرى.
يتميز الجانب النحوي Grammatical aspect عن الجانب المعجمي lexical aspect أو aktionsart ، والذي هو سمة متأصلة في الأفعال أو عبارات الفعل ويتحدد حسب طبيعة الموقف الذي يصفه الفعل.

## فروق الجوانب الشائعة
إن التمييز الأساسي الأكثر جوهرية، الممثل في العديد من اللغات، هو بين الجانب التام والجانب غير التام. هذا هو التمييز الجوانبي الأساسي في اللغات السلافية.
إنها تتوافق بشكل دلالي مع التمييز بين الأشكال المظهرية morphological forms المعروفة على التوالي باسم:
- المنظرالكامل aorist وغير التام imperfect في اليونانية،
- والسابق preterite وغير التام imperfect في الإسبانية،
- والماضي البسيط simple past (الماضي البسيط passé simple) وغير التام imperfect في الفرنسية،
- والتام perfect وغير التام imperfect في اللاتينية (من الكلمة اللاتينية Perfectus ، وتعني «مكتمل completed»).

| اللغة     | الجانب التام   | الجانب التام | الجانب غير التام | الجانب غير التام  |
| --------- | -------------- | ------------ | ---------------- | ----------------- |
|           | باللغة العربية | باللغة الأصل | باللغة العربية   | باللغة الإنكليزية |
| اللاتينية | التام          | Perfect      | غير تام          | Imperfect         |
| الأسبانية | سابق           | Preterite    | غير تام          | Imperfect         |
| فرنسي     | ماضي بسيط      | Passé simple | غير تام          | Imperfect         |
| اليونانية | المنظر الكامل  | Aorist       | غير تام          | Imperfect         |

بشكل أساسي، ينظر الجانب التام إلى الحدث باعتباره إجراءً كاملاً، بينما ينظر الجانب غير الكامل إلى الحدث على أنه عملية تتكشف أو حدث متكرر أو معتاد (وبالتالي يتوافق مع الجانب التدريجي / المستمر للأحداث ذات المدة القصيرة والجانب المعتاد لفترات أطول).
بالنسبة للأحداث ذات الفترات القصيرة في الماضي، غالبًا ما يتزامن التمييز مع التمييز في اللغة الإنجليزية بين الماضي البسيط "X-ed"، مقارنةً بـ "X-ing" التدريجي. قارن «كتبت الرسائل هذا الصباح I wrote the letters this morning» (أي أنهيت كتابة الرسائل: اكتمل الإجراء) و «كنت أكتب الرسائل هذا الصباح I was writing letters this morning» (قد لا تزال الرسائل غير مكتملة).
عند وصف الفترات الزمنية الأطول، تحتاج اللغة الإنجليزية إلى سياق للحفاظ على التمييز بين المعتاد habitual («لقد اتصلت به كثيرًا في الماضي I called him often in the past» - وهي عادة habit ليس لها نقطة اكتمال) والكمال perfective («لقد اتصلت به مرة واحدة I called him once» - إجراء مكتمل)، على الرغم من أن البناء «اعتاد على used to» يشير إلى كل من الجانب المعتاد habitual aspect وصيغة الماضي past tense ويمكن استخدامه إذا كان تمييز الجانب aspectual distinction بخلاف ذلك غير واضح.
في بعض الأحيان، يكون للغة الإنجليزية تمييز معجمي حيث قد تستخدم اللغات الأخرى التمييز في الجانب النحوي. على سبيل المثال، الأفعال الإنجليزية «يعلم to know» (حالة العلم بالشيء)، و «يكتشف to find out» (حالة الاكتشاف والعلم بالشيء على أنه «حدث منتهي») تتوافق على التوالي مع أشكال الأفعال غير التامة والتامة في ما يعادلها في اللغات الفرنسية savoir والإسبانية saber. هذا صحيح أيضًا عندما يكون معنى الفعل «أن تعرف to know» هو «أن تعرف شخص ما to know somebody»، في هذه الحالة يتعارض مع الفعل «يلتقي to meet» (أو حتى البناء «للتعرف على to get to know»). هذه تتوافق مع الأشكال غير التامة والتامة من conocer في اللغة الإسبانية، و connatre في اللغة الفرنسية. في اللغة الألمانية، من ناحية أخرى، يكون التمييز أيضًا معجميًا (كما هو الحال في اللغة الإنجليزية) من خلال الأفعال يعلم kennen ويتعرف kennenlernen ، على الرغم من أن العلاقة الدلالية بين كلا الشكلين أكثر وضوحًا لأن kennen تعني «يعلم to know» و lernen تعني «يتعلم أو يتعرف to learn».

## الجانب Aspect مقابل الصيغة tense
تجمع اللغات الجرمانية Germanic languages بين مفهوم الجانب مع مفهوم الصيغة tense. على الرغم من أن اللغة الإنجليزية تفصل إلى حد كبير بين الصيغة والجانب بشكل رسمي، إلا أن جوانبها (محايدة، تقدمية، مثالية، تقدمية تامة، و [في صيغة الماضي] اعتيادية) لا تتوافق بشكل وثيق مع التمييز بين التام وغير التام perfective vs. imperfective الموجود في معظم اللغات مع الجانب. علاوة على ذلك، لا يتم الحفاظ على الفصل بين الصيغة والجانب في اللغة الإنجليزية بشكل صارم. أحد الأمثلة على ذلك هو التناوب، في بعض أشكال اللغة الإنجليزية، بين جمل مثل «هل أكلت Have you eaten؟» و «هل أكلت Did you eat؟».
مثل الصيغة، الجانب هو الطريقة التي تقوم فيها الأفعال بتمثيل الوقت. ومع ذلك، بدلاً من تحديد موقع حدث أو حالة في الوقت المناسب، بالطريقة التي تعمل بها الصيغة، يصف الجانب «المكون الزمني الداخلي للموقف»، أو بعبارة أخرى، الجانب هو طريقة «لتصور تدفق العملية نفسها». تشمل الفروق اللغوية الإنجليزية:
- في صيغة الماضي «ذهبت I went، اعتدت الذهاب I used to go، كنت ذاهبا I was going، لقد ذهبت I had gone»؛
- في صيغة المضارع «خسرت I lose، أنا أخسر الآن I am losing، لقد خسرت I have lost، أنا أخسر I have been losing»، أنا سوف أخطط للخسارة I am going to lose؛
- ومع النموذج المستقبلي «سأرى I will see، سوف أكون رائيا I will be seeing، سوف أكون قد رأيت I will have seen، سوف أخطط للرؤية I am going to see».

ما يميز هذه الجوانب في كل زمن ليس (بالضرورة) وقت حدوث الحدث، ولكن كيف يُنظر إلى الوقت الذي يحدث فيه: كامل complete، مستمر ongoing، تبعي consequential، مخطط planned، إلخ.
في معظم اللهجات اليونانية القديمة، يُشار إلى الجانب بشكل فريد من خلال التشكل اللفظي. على سبيل المثال، المنظر aorist المستخدم بشكل متكرر، على الرغم من أنه سابق preterite وظيفيا في الحالة المزاجية الإرشادية، ينقل الجانب التاريخي أو «الفوري» في الشرطي subjunctive والاختياري optative. يتم استخدام الجانب التام في جميع الحالات المزاجية كمؤشر جانبي، ينقل الإحساس بالحالة الناتجة. على سبيل المثال ὁράω - أرى (الحاضر)؛ εἶδον - رأيت (مؤلف)؛ οἶδα - أنا في حالة رؤية = أعرف (كامل).
تفتقر العديد من اللغات الصينية التبتية، مثل لغة الماندرين Mandarin، إلى الأزمنة النحوية ولكنها غنية في الجوانب (Heine، Kuteva 2010[استشهاد منقوص البيانات] ، ص. 10).

## الجانب المعجمي مقابل الجانب النحوي
هناك فرق بين الجانب النحوي grammatical aspect، كما هو موضح هنا، والجانب المعجمي lexical aspect. تتضمن المصطلحات الأخرى للزوج المعجمي مقابل النحوي : الوضع situation مقابل وجهة النظر viewpoint والداخلي inner مقابل الخارجي outer. الجانب المعجمي، المعروف أيضًا باسم aktionsart ، هو خاصية متأصلة في عبارة فعل أو عبارة مكملة للفعل، ولا يتم تمييزها رسميًا. الفروق التي تم إجراؤها كجزء من الجانب المعجمي تختلف عن تلك الخاصة بالجانب النحوي. الفروق النموذجية هي بين:
- الحالات states («امتلكت I owned»)،
- والنشاطات activities («لقد تسوقت I shopped»)،
- والانتهاءات accomplishments («لقد رسمت صورة I painted a picture»)،
- والإنجازات achievements («اشتريت I bought»)،
- والأحداث المنضبطة punctual events ، أو شبه النشطة semelfactive («عطست I sneezed»).

غالبًا ما تكون هذه الفروق ذات صلة نحويًا. على سبيل المثال، يمكن استخدام الحالات والنشاطات، ولكن ليس الإنجازات عادةً، باللغة الإنجليزية مع حرف جر «لـ for» - عبارة تصف المدة الزمنية: «امتلكت سيارة لمدة خمس ساعات I had a car for five hours»، «لقد تسوقت لمدة خمس ساعات I shopped for five hours»، ولكن ليس «* اشتريت سيارة لمدة خمس ساعات I bought a car for five hours». يُطلق على الجانب المعجمي أحيانًا اسم Aktionsart ، خاصة من قبل اللغويين الألمان والسلافيين . يتم تمييز الجانب المعجمي أو الجانب المتعلق بالموقف بلغات أثاباسكان Athabaskan languages.
أحد العوامل في جانب الموقف هو التخاطب telicity. يمكن اعتبار التخاطب نوعًا من الجانب المعجمي، باستثناء أنه ليس عادةً خاصية لفعل منعزل، بل بالأحرى خاصية لعبارة فعلية كاملة entire verb phrase . إن حالات الانتهاءات والإنجازات والأحداث شبه النشطة semelfactives لها جانب موقف تخاطبي telic ، في حين أن الحالات والأنشطة لها جانب حالة غير تخاطبي atelic .
العامل الآخر في جانب الموقف هو المدة، وهي أيضًا خاصية للعبارة الفعلية. الانتهاءات والحالات والأنشطة لها مدة، بينما الإنجازات وشبه الفاعلية لا.

## جانب البيان
في بعض اللغات، يتم الفصل بين الجانب والوقت بشكل واضح للغاية، مما يجعلها أكثر تميزًا عن المتحدثين بها. هناك عدد من اللغات التي تميز الجانب بشكل أكثر بروزًا من الوقت. اللغة الأبرز في هذه الفئة هي لغة الإشارة الصينية والأمريكية، وكلاهما يميز العديد من الجوانب لكنهما يعتمدان حصريًا على مصطلحات اختيارية للإشارة إلى الوقت لتحديد الإجراء فيما يتعلق بالوقت. في المجموعات اللغوية الأخرى، على سبيل المثال في معظم اللغات الهندية الأوروبية الحديثة (باستثناء اللغات السلافية وبعض اللغات الهندية الآرية مثل الهندية )، أصبح الجانب مختلطًا تمامًا تقريبًا، في النظام الصرفي اللفظي، مع الوقت.
في اللغة الروسية، الجانب أكثر بروزًا من الصيغة في السرد. تستخدم اللغة الروسية، مثل اللغات السلافية الأخرى، إدخالات معجمية مختلفة للجوانب المختلفة، بينما تقوم اللغات الأخرى بتمييزها شكليًا، بينما لا تزال لغات أخرى تستخدم الإضافات (مثل الإنجليزية).
في اللغة الهندية، يتم فصل علامة الجانب تمامًا عن علامة الصيغة / الحالة المزاجية. تتكون صيغ الفعل الهندية الحولية العبارة Periphrastic من عنصرين. أول هذين العنصرين هو علامة الجانب aspect والعنصر الثاني (الكوبولا copula) وهو علامة الصيغة / الحالة العامة.
إن تعبير الفعل حولي العبارة Periphrastic هو استخدام عدة كلمات منفصلة لتحمل معنى البادئات أو اللواحق أو الأفعال، من بين أشياء أخرى، حيث يكون أي منهما ممكنًا.
في اللغة العربية الأدبية (الْفُصْحَى): الفعل له جانبان - صيغتان: الكمال (الماضي)، والناقصة (غير الماضي). هناك بعض الخلاف بين النحويين فيما إذا كانوا ينظرون إلى التمييز على أنه تمييز في الجانب، أو الفعل، أو كليهما. الْفِعْل الْمَاضِي يدل على حَدَث اكتمل في الماضي، لكنه لا يذكر شيئًا عن علاقة هذا الحدث الماضي بالوضع الحالي. على سبيل المثال، وَصَلَ، «وصل arrived»، يشير إلى أن الوصول حدث في الماضي دون أن يقول أي شيء عن الوضع الحالي للوافد - ربما ظلوا عالقين، وربما استداروا وغادروا، وما إلى ذلك - ولا عن جانب الحدث الماضي إلا بقدر ما يمكن اعتبار الاكتمال جانبا. من الواضح أن هذا الفعل الماضي مشابه إن لم يكن متطابقًا مع المنظر اليوناني Greek aorist، والذي يُعتبر صيغة ولكنه أكثر من علامة جانب. في اللغة العربية، الجانب المنظري aorist aspectهو النتيجة المنطقية للفعل الماضي. على النقيض من ذلك، فإن «فعل التشابه Verb of Similarity» (الْفِعْل الْمُضَارِع)، الذي سمي كذلك بسبب تشابهه مع الاسم التشاركي النشط، يعتبر دلالة على حدث في الحاضر أو المستقبل دون الالتزام بمعنى ظاهري معين يتجاوز عدم الاكتمال الذي ينطوي عليه الفعل: يَضْرِبُ (هو يضرب he strikes / هو يقوم بالضرب is striking / هو سيضرب will strike / إلخ.). هذان هما «الصيغتان» الوحيدان في اللغة العربية (بدون احتساب صيغة فعل الأمر، والذي يعتبره التقليد tradition بمثابة دلالة على الأحداث المستقبلية.) على الأقل هذه هي الطريقة التي يراها التقليد. لتمييز الجانب بشكل صريح، تستخدم اللغة العربية مجموعة متنوعة من الأدوات المعجمية والنحوية.
أما اللهجات العربية المعاصرة فهي أمر آخر. أحد التغييرات الرئيسية عن الفصحى هو استخدام جسيم البادئة ("بِ" في اللهجات المصرية والشامية Levantine - على الرغم من أنه قد يكون لها نطاق مختلف قليلاً من الوظائف في كل لهجة) مثلا: "بيكتب" لتمييز جانب التقدم أو الاستمرار أو العادة في الكتابة، هو الآن يكتب he is now writing وهو يكتب طوال الوقت writes all the time، إلخ.
يمكن أن يمثل الجانب مرحلة من العمل. الجانب المرتقب prospective aspect هو مزيج من الصيغة والجانب الذي يشير إلى أن الإجراء قيد التحضير لحدوثه. يحدد الجانب الاستهلالي inceptive aspect المرحلة الأولى من الإجراء (على سبيل المثال يستخدم الإسبرانتو Esperanto ek- ، على سبيل المثال Mi ekmanĝas ، «لقد بدأت في تناول الطعام I am beginning to eat».) وتحدد الجوانب المستأنفة والإطرادية تغيرًا في الحالة (بدأت الأزهار تتفتح The flowers started blooming) أو بداية حدث (بدأ الجري He started running). تستمر جوانب المرحلة من خلال التدريجي progressive، والتوقف المؤقت pausative، والاستئناف resumptive، والتوقف cessive، والنهائي terminative.
مؤهلات مهمة:
- على الرغم من أنه غالبًا ما يُنظر إلى التام على أنه يمثل «فعلًا مؤقتًا»، فإن هذا ليس صحيحًا تمامًا. يمكن أيضًا استخدامه بشكل جيد في إجراء استغرق وقتًا، طالما أنه يُنظر إليه على أنه وحدة، مع بداية ونهاية محددين بوضوح، مثل «الصيف الماضي زرت فرنسا Last summer I visited France».
- يمثل الجانب النحوي تمييزًا رسميًا مشفرًا في قواعد اللغة. على الرغم من أن اللغات التي توصف بأنها تحتوي على جوانب غير تامة وجوانب تامة تتفق في معظم الحالات في استخدامها لهذه الجوانب، فقد لا تتفق في كل موقف. فمثلا:
  - بعض اللغات لها جوانب نحوية إضافية. الإسبانية واليونانية القديمة، على سبيل المثال، لديهما حالة تامة perfect(ليست مثل الكمال perfective)، والتي تشير إلى حالة ناتجة عن إجراء سابق (يوصف أيضًا بأنه إجراء سابق ذي صلة بوقت معين، أو إجراء سابق تم مشاهدته من منظور وقت لاحق). هذا يتوافق (تقريبًا) مع "have X-ed" في اللغة الإنجليزية، كما في «لقد أكلت مؤخرًا I have recently eaten». غالبًا ما تستخدم اللغات التي تفتقر إلى هذا الجانب (مثل البرتغالية، التي ترتبط ارتباطًا وثيقًا بالإسبانية) الماضي التام لجعل المضارع تاما (قارن الجمل الإنجليزية المترادفة تقريبًا «هل قد أكلت بعد Have you eaten yet ؟» و «هل أكلت بعد Did you eat yet؟»).
  - في بعض اللغات، يكون التمثيل الرسمي للجانب اختياريًا، ويمكن حذفه عندما يكون الجانب واضحًا من السياق أو لا يحتاج إلى التأكيد. هذا هو الحال ، على سبيل المثال ، في لغة الماندرين الصينية ، مع اللاحقة المثالية le و (على وجه الخصوص) zhe الناقص.
  - بالنسبة لبعض الأفعال في بعض اللغات ، فإن الفرق بين التام وغير التام ينقل اختلافًا إضافيًا في المعنى ؛ في مثل هذه الحالات ، يتم عادةً ترجمة الجانبين باستخدام أفعال منفصلة باللغة الإنجليزية. في اليونانية ، على سبيل المثال ، يضيف الناقص أحيانًا فكرة «محاولة القيام بشيء ما» (ما يسمى المخروط ناقص)؛ وبالتالي، فإن نفس الفعل، في غير التام imperfective (الحاضر أو ناقصة) والمنظور التام aorist، على التوالي، وتستخدم لتوصيل معنى:
    - ينظر look ويرى see،
    - ويبحث search ويجد find،
    - ويصغي listen ويسمع hear. (على سبيل المثال ، ἠκούομεν (kouomen ، «لقد استمعنا») مقابل ἠκούσαμεν (ēkousamen ، «سمعنا»).)

  - اللغة الإسبانية لها أزواج متشابهة لأفعال معينة ، مثل (ناقص وسابق ، على التوالي):
    - سابيا sabía («كنت أعرف I knew») مقابل سوب supe («اكتشفت I found out»)،
    - بوديا podía («كنت قادرًا على I was able to») مقابل بود pude («لقد نجحت (في فعل شيء ما) I succeeded (in doing something»)،
    - وكويرا quería («أردت I wanted to») مقابل كويس quise («حاولت ذلك I tried to»)،
    - ونو كويرا no quería («لم أرغب في ذلك I did not want to») مقابل no quise («رفضت (لفعل شيء ما) I refused (to do something»).

  - غالبًا ما تكون هذه الاختلافات خاصة باللغة.

## روابط خارجية
- روبرت بينيك ، ببليوغرافيا متوترة / جانبية مشروحة (حوالي 9000 مدخل)
- TAMPA: شرح الجانب
- آنا كيبورت ، Aspekt دُوِي:10.15126/SMG.18/1.08
- دروس القواعد - نظرة عامة على عمود اللغة الإنجليزية
- الأزمنة اليونانية